# Avro 730
L'Avro 730 était un projet d'avion de reconnaissance et bombardier stratégique de type « Mach 3 » britannique, qui était en cours de développement par Avro Aircraft pour la Royal Air Force (RAF). Il avait été imaginé au départ en tant qu'avion à très grande vitesse pour effectuer des missions de reconnaissance aérienne; se conformant aux besoins de la Specification OR.330 du Ministère de l'Air britannique (en anglais : Air Ministry). Avro décida ensuite de modifier la conception proposée du 730 afin de le rendre adapté à l'emport d'armement nucléaire. Ce changement signifia que l'avion devait alors être aussi en mesure d'assurer le rôle de vecteur nucléaire, ce qui fut détaillé dans la Specification RB.156T du Ministère de l'Air, qui faisait appel à la conception d'un avion de reconnaissance et bombardement à grande vitesse.
Si l'Avro 730 avait été mis en service, il aurait remplacé les V bombers comme plateformes aéroportées principales prenant part à la dissuasion nucléaire britannique. Au début de l'année 1957, le programme fut brutalement annulé — comme ceux de bon nombre d'autres appareils — en conséquence de la publication du célèbre Livret blanc de la Défense de 1957 (en) par le Ministre de la Défense Duncan Sandys, qui porta un coup très dur à l'industrie aéronautique britannique, en déclarant vouloir remplacer les avions de combat par des missiles guidés. Les raisons de l'annulation du programme tiennent en partie sur le fait qu'au moment de sa potentielle mise en service, les officiels britanniques craignaient que l'avion ne soit déjà rendu obsolète et trop vulnérable par les avancées technologiques soviétiques en matière de systèmes de défense antiaérienne. L'autre raison principale fut la préférence pour le développement de missiles plutôt que d'aéronefs pilotés. Un autre bombardier à grande vitesse dut être développé pour répondre à la Specification GOR.339 du Ministère de l'Air, menant à la conception du BAC TSR-2, mais le sort de ce dernier ne fut pas très différent de celui de son prédécesseur, car il fut lui-aussi annulé avant d'entrer en service, moins de dix ans après la fin du programme de l'Avro 730.

## Conception et développement

### Origines du programme
Après la fin de la Seconde Guerre mondiale et faisant face aux menaces de la Guerre froide alors sur le point de se déclarer, la Royal Air Force (RAF) fut désireuse non seulement de préserver mais surtout de renforcer ses capacités stratégiques. En particulier le RAF Bomber Command chercha à remplacer son inventaire de bombardiers, tous issus de la guerre précédente, par des modèles aux capacités meilleures qui tireraient partie des dernières avancées technologiques, telles la propulsion par réaction et les armes nucléaires. Pendant la fin des années 1940 et le début des années 1950, une flotte entièrement nouvelle de bombardiers à réaction comprenant trois avions, le Vickers Valiant, l'Avro Vulcan et le Handley Page Victor — qui étaient essentiellement connus sous le nom de « V bombers » —, fut développée et mise en service au sein de la RAF. Ces avions avaient été conçus spécifiquement pour être équipés de la première génération d'armes nucléaires britanniques, désignées « Blue Danube (en) », et servirent comme vecteurs aériens de la dissuasion nucléaire britannique pendant de nombreuses années.
Même si les V-bombers avaient été mis en service, la RAF avait toutefois identifié le besoin pour un avion de reconnaissance stratégique supersonique à long rayon d'action, permettant de soutenir les V-bombers pendant leur mission offensive. Par conséquent, l'Air Staff commença à formuler une nécessité opérationnelle (en anglais : Operational Requirement) et, en 1954 fut publiée la Specification OR.330, qui détaillait les caractéristiques d'un tel appareil. L'avion de reconnaissance imaginé aurait été capable de pénétrer l'espace aérien soviétique sans encombre, en évitant les défenses antiaériennes sophistiquées mises en place pour contrer une telle intrusion. Afin d'accomplir cette performance, l'avion aurait été capable de maintenir une vitesse de Mach 2,5 (2 620 km/h) à une altitude de 60 000 ft (18 300 m), ainsi qu'atteindre une vitesse maximale de Mach 3 et opérer avec une distance franchissable maximale de 9 260 km. En opérant à de telles vitesses et altitudes, en conjonction avec l'utilisation de systèmes électroniques avancés, il était admis que l'avion en question aurait été capable de se soustraire aux menaces posées par les intercepteurs et nouveaux missiles sol-air soviétiques.
Lors de sa publication, la Specification OR.330 faisait effectivement appel à la conception de l'avion à hautes performances le plus ambitieux au monde. À ce moment-là, le Royaume-Uni ne possédait aucun avion de combat opérationnel capable de vol supersonique. De ce fait, pour répondre aux besoins posés par la Specification, l'industrie aéronautique britannique devait adopter le dernier cri en matière de théories aérodynamiques, de nouveaux matériaux et de systèmes de propulsion. En réponse à ces besoins, trois propositions furent soumises de la part des constructeurs aéronautiques britanniques : les Handley Page HP.100, Vickers SP4 et Avro Type 730,,. Les trois étaient des appareils aux apparences futuristes à ailes delta ou en forme d'aiguille employant de nombreux moteurs : douze pour le HP.100, seize montés en position horizontale arrière pour le Vickers. Les travaux sur le HP.100 menèrent à la fabrication d'une maquette à échelle 1 et des essais à grande échelle en soufflerie. Ce fut toutefois Avro, au milieu de l'année 1955, qui reçut un contrat de la part du Ministry of Supply (en) pour développer l'avion qu'il avait proposé.

### Travaux de développement et réorientation du projet
L'Avro 730 était un concept de type « canard » à flèche nulle faisant appel à de l'acier inoxydable en grandes quantités et propulsé par quatre turboréacteurs Armstrong Siddeley P.176. Afin de participer au développement, le Bristol 188 fut construit pour tester la formule aérodynamique à aile delta/plans canards retenue puis, plus tard, pour analyser les effets du vol supersonique prolongé sur le métal. Jusqu'à dix prototypes de l'avion furent proposés, rendus nécessaires en partie par une décision faite à mi-développement de donner à l'appareil des capacités de bombardement,.
La version initiale de l'avion avait été prévue uniquement pour la reconnaissance, rôle dans lequel l'avion aurait utilisé un radar à balayage latéral en Bande X Red Drover (en) pour détecter les cibles devant être attaquées par la force de V bombers qui l'auraient suivi. Le développement de l'avion avançant dans le temps, il devint clair que le radar n'aurait pas besoin d'une antenne aussi massive qu'initialement estimé, ce qui avait pour conséquence de libérer un espace important à l'intérieur de l'avion. Conséquence de ce constat, la RAF commença à se concentrer sur un rôle secondaire de bombardier pour l'avion, dans lequel il aurait dû emporter à la fois le radar et une longue soute à armement, qui aurait été chargée de bombes ou de réservoirs de carburant supplémentaires selon le profil de mission choisi. Un besoin opérationnel de bombardier à haute vitesse était également en cours d'étude au même moment, l'OR.336, et les deux projets furent alors regroupés sous un seul et même besoin opérationnel, le RB.156, en octobre 1955. Ce choix mena l'Avro 730 à subir une reconception assez importante pour pouvoir répondre aux nouvelles demandes. Avro avait toutefois anticipé ce changement de cap dans sa proposition initiale.
Le programme d'essais envisagé devait être assez minutieux, celui-ci devant faire subir à des maquettes à taille réelle les températures élevées attendues lors d'un vol à Mach 2,5 grâce à une « chambre à chaleur » spécifiquement construite. Après avoir atteint la phase des essais en vol, les prototypes auraient dû réaliser un total de 1 400 heures de vol. Le premier prototype, une maquette à l'échelle 3⁄8 qui avait reçu la désignation interne « Avro 731 », devait voler en 1959,. Il était prévu que deux prototypes Avro 731 devaient être construits et testés en vol avant les prototypes à taille réelle.
Le premier prototype était en cours de fabrication lorsque le ministre Duncan Sandys annonça la décision d'annuler son développement en 1957. Il avait été suspecté que lorsque l'avion entrerait en service, dix ans plus tard, il aurait été exposé aux fortes avancées des Soviétiques en matière de missiles antiaériens. Les efforts furent reportés sur le missile balistique à moyenne portée Blue Streak, tandis que l'unique fuselage de tests du 730 fut découpé. Le projet du Bristol 188 continua malgré l'annulation de celui du 730. Les aspects et influences de l'Avro 730 encouragèrent les études au Royal Aircraft Establishment à Farnborough sur les avions de transport supersoniques, qui, à son tour, contribua à l'effort de développement ayant permis la réalisation du Concorde,.

## Caractéristiques
L'Avro 730 était un avion à très grande vitesse, initialement destiné à accomplir uniquement des missions de reconnaissance aérienne. Afin d'atteindre la vitesse élevée désirée, l'avion fut dessiné sous la forme d'un long fuselage effilé doté d'un taux de finesse (en) élevé. Une petite aile tronquée presque rectangulaire était montée en position centrale sur le fuselage. Les caractéristiques de l'aile, relativement courte et droite, permettaient à l'antenne du radar en bande X Red Drover d'être contenu à l'intérieur du fuselage, l'aile n'apportant que peu d'obstruction et donc n'interférant que très peu avec le radar. Un total de quatre turboréacteurs Armstrong Siddeley P.156, installés par paires dans deux nacelles à l'extrémité des ailes, fournissaient la poussée nécessaire à la propulsion. Ces nacelles, qui plaçaient les moteurs « un dessus/un dessous » par rapport au profil de l'aile, disposaient d'entrées d'air à géométrie variable, tandis que les moteurs eux-mêmes disposaient de tuyères de type convergent-divergent. Des dispositions alternatives à deux ou trois cônes de choc auraient pu être installées sur les nacelles.
L'avion adoptait une configuration à gouvernes en position avant (en anglais : « tail-first ») assez atypique, cette approche devant diminuer de façon importante la traînée de compensation, tout-en produisant une portance supplémentaire aux faibles vitesses,. Le contrôle en tangage était réalisé par le plan de contrôle monté dans le nez, via des élévateurs de bord de fuite, le contrôle en roulis était réalisé par des ailerons montés sur le bord de fuite des ailes, et le contrôle en lacet était réalisé par une dérive conventionnelle. La totalité des quatre surfaces de contrôle étaient actionnées par une unité de contrôle électro-hydraulique (en) à quadruple redondance conçu par Boulton Paul Aircraft. Des commandes de vol électriques et des systèmes de contrôle automatiques devaient également être employés sur l'appareil. Le train d'atterrissage conçu par Dowty Group (en), utilisait un arrangement particulier, avec un ensemble principal à quatre roues au centre du fuselage, un ensemble de nez à deux roues et une paire de balancines installées sous les nacelles des moteurs.
Afin de disposer d'un rapport de finesse optimal, le 730 ne disposait par d'une canopée conventionnelle et son cockpit ne comportait que deux petites vitres latérales. Sur les exemplaires de développement prévus, une canopée faisant saillie sur le haut du fuselage était prévue pour procurer une vision directe au pilote, mais les appareils de production n'auraient disposé que d'un périscope déployé électriquement pour avoir une vue de l'extérieur pendant le vol, incluant par exemple les phases de décollage et d'atterrissage,. Dans les plans initiaux, l'avion aurait dû embarquer un équipage de trois personnes : le pilote, le navigateur et l'opérateur radar. Les trois auraient été installés dans le même compartiment, qui était à la fois pressurisé et réfrigéré pour assurer leur confort, tandis que des sièges éjectables devaient être installés pour chacun d'eux. En raison de caractéristiques comme les contrôles de vol et la stabilisation automatiques, le pilote aurait dû être capable de superviser certaines des fonctions d'ingénierie de l'avion, tels le système de contrôle et les systèmes de carburant et de refroidissement.
Le refroidissement était un problème majeur pour le 730. À Mach 2, il avait été calculé que le revêtement extérieur de l'avion aurait été porté à des températures de 190 °C, ce chiffre passant à 227 °C à une vitesse de Mach 2,7. La majeure partie de l'avion avait à cet effet conçue sur la base d'une structure en nid d'abeilles en acier inoxydable brasé. Le carburant présent à bord avait pour rôle additionnel de servir de dissipateur thermique, aidé dans sa tâche par un système employant du Fréon fourni par la société Normalair (en).
Au cours de son développement, l'Avro 730 dut repasser par la case dessin, afin de pouvoir désormais effectuer des missions en tant que plateforme de reconnaissance et bombardement. Si le nouvel appareil semblait extérieurement assez proche de l'original, il était en fait plus gros et disposait d'ailes nouvelles. Afin d'augmenter la surface alaire, des winglets supplémentaires furent ajoutés à l'extérieur des nacelles des moteurs et la forme générale de l'aile fut redessinée pour être plus proche d'une aile delta classique. La partie de l'aile située entre les nacelles, qui couvrait environ les deux tiers de l'envergure totale de l'appareil, étaient en flèche à environ 45°, tandis que les parties situées vers l'extérieur des moteurs étaient en flèche à un angle bien plus important, à environ 60°. La flèche en avant sur le bord de fuite fut retirée. Les nacelles des moteurs étaient désormais prévues pour emporter quatre moteurs P.176 chacune, pour un total de huit moteurs,. Les nacelles étaient circulaires à l'avant et comportaient un seul grand cône de choc, puis devenaient progressivement carrées vers l'arrière, où elles se terminaient à niveau avec l'aile. La plupart des autres caractéristiques de l'avion étaient identiques à celles de la précédente version, avec des plans canard rectangulaires, un cockpit « caché » dans le fuselage, et une grande dérive delta tronquée à l'arrière. Dans la nouvelle version, l’équipage était réduit à deux personnes. La soute à bombes était étroite mais très longue (15 m), et était prévue pour embarquer un missile à tête nucléaire tiré à longue distance. Le développement d'une ogive nucléaire adaptée avait démarré, sous le nom de code de « Blue Rosette ».
La conception de l'Avro 730 ressemble fortement à celle de l'avion spatial Skylon, également de conception britannique, sans toutefois pouvoir affirmer si les deux projets sont liés ou s'il s'agit d'une pure coïncidence.

## Spécifications techniques
Données de Spyplane: The U-2 History Declassified.
Caractéristiques générales
- Équipage : 1 pilote + 2 navigateur
- Longueur : 49,8 m
- Envergure : 18,2 m
- Surface alaire : 185,8 m2
- Masse typique : 99 790 kg
- Moteur : 8 turboréacteurs Armstrong Siddeley P.176, 73,2 kN chacun

 Performances 
- Vitesse maximale : Mach 3 (3 200 km/h)
- Vitesse de croisière : Mach 2,5 (2 660 km/h)
- Distance franchissable : 6 260 km (5 000 nautiques)
- Plafond : 20 000 m (66 400 ft)

Armement

- Capacité d'emport d'armement nucléaire

Avionique

- Radar à balayage latéral en bande X Red Drover